# Dean Reeves
Dean Reeves (* 21. Dezember 1995) ist ein britisch-marokkanischer Radrennfahrer, der im BMX-Rennsport aktiv ist. Seit 2023 fährt er unter dem Namen Nadeem Larhemouchi oder Nadim Laghmouchi für Marokko, tritt jedoch persönlich wie sportlich weiter unter seinem Geburtsnamen auf.

## Sportlicher Werdegang
Reeves fährt seit seiner Juniorenzeit für den Peckham Challengers BMX Club. Er war mehrfach unter den Top 10 der britischen Meisterschaften, sein bestes Resultat war der fünfte Platz 2022. Seit 2023 fährt er für Marokko und trat für dieses Land unter anderem im BMX-Europacup sowie bei den Weltmeisterschaften an, wo er den 61. Platz belegte.
Im November 2023 gewann er den Titel bei den BMX-Afrikameisterschaften, der mit der Qualifikation für das olympische BMX-Rennen 2024 verbunden war. Er ist Stipendiat des marokkanischen NOK und wurde von diesem für die Olympischen Spiele 2024 nominiert. Beim olympischen BMX-Rennen 2024 schied er im Viertelfinale aus und belegte den 22. Rang.
Reeves ist Student am King’s College London.

## Erfolge
2023
 Afrikameister – BMX-Rennen